# Digable Planets
I Digable Planets sono un trio hip hop statunitense formatosi nel 1987, a Brooklyn (New York). Il trio è composto dai rapper Ishmael "Butterfly" Butler, Mariana "Ladybug Mecca" Vieira e Craig "Doodlebug" Irving. Il gruppo si distingue per il suo contributo ai sottogeneri dell'hip hop classico e dell'hip hop alternativo.

## Storia

### Origini
Butler e Irving si sono incontrati a Filadelfia alla fine degli anni 80. Originario di Seattle, Butler faceva lo stagista alla Sleeping Bag Records di New York e andava a trovare la nonna a Filadelfia, dove Irving viveva e faceva parte di un gruppo chiamato Dread Poets Society (più tardi noto come i 7 OD's). Vieira e Irving si incontrarono a Washington DC mentre Irving frequentava la Howard University. Le demo iniziali registrate sotto il nome di Digable Planets comprendevano solo Butler, ma dopo un breve periodo di tempo con altri due membri, Butler iniziò a collaborare con i due attuali membri nel 1989.

### Primi successi
Il gruppo firmò per la Pendulum Records nel 1992 e tutti e tre i membri della band si trasferirono a New York, dove Butler e Irving diventarono coinquilini. Il loro album di debutto Reachin' (A New Refutation of Time and Space) venne pubblicato nel 1993. Il singolo principale dell'album, Rebirth of Slick (Cool Like Dat), raggiunse un notevole successo arrivando alla 15ª posizione nella classifica dei singoli di Billboard ottenendo il disco d'oro dalla RIAA e vincendo la miglior peformance rap di un gruppo o duo ai Grammys. Il brano raggiunse inoltre la 67ª posizione nella UK Singles Chart nel febbraio 1995.
Il secondo album Blowout Comb venne pubblicato nel 1994. La critica lo giudicò come un netto allontanamento da quello precedente, più cupo e più apertamente politico nei suoi riferimenti alle Pantere Nere e al comunismo. In un articolo per Spin scritto nel dicembre 1994, Craig Marks dichiarò "...si tratta di un seguito avvincente, esigente, quasi rivoluzionario". Nell’album vi sono apparizioni degli artisti Jeru the Damaja, Sulaiman e Guru di Gang Starr.
Nello stesso anno il gruppo apparve sull'album della Red Hot Organization, Stolen Moments: Red Hot + Cool. L'album, che aveva lo scopo di sensibilizzare l'opinione pubblica e di raccogliere fondi a sostegno dell'epidemia di AIDS in relazione alla comunità afroamericana, venne proclamato come "Album dell'anno" dalla rivista Time. Il trio si sciolse all'inizio del 1995 a causa di “differenze creative”.

### Reunion e album live
Nel febbraio 2005 il trio si ricongiunse e intraprese un tour di reunion che fu seguito dalla pubblicazione di un album raccolta intitolato Beyond the Spectrum: The Creamy Spy Chronicles il 15 ottobre 2005. L’album combinava materiale già pubblicato in precedenza insieme a remix e B-sides. Dal 2009 al 2011, Butler e Irving presero parte ad un tour negli Stati Uniti, in Canada e in Europa con il gruppo Cosmic Funk Orchestra e con Camp Lo e Butler's Shabazz Palaces come supporto. Il gruppo si esibì al Numbers, a Houston in Texas il 15 maggio 2010 insieme al duo hip hop Camp Lo. Durante un'intervista con lo Houston Chronicle Doodlebug dichiarò che un nuovo singolo sarebbe stato pubblicato, chiamato "Fresh Out", e che un nuovo album era previsto per l’estate del 2010. Il gruppo si è anche esibito insieme ai The Pharcyde al festival musicale North by Northeast a Toronto in Ontario, il 19 giugno 2011.
Uno spettacolo di ricongiungimento che era stato programmato per il dicembre del 2012 a Seattle venne cancellato qualche giorno prima della performance. Quando gli venne chiesto il motivo in una successiva intervista Butler dichiarò: "Penso che sia la fine".
Nonostante la precedente dichiarazione, nell'ottobre 2015 venne annunciato che il trio si sarebbe riunito nuovamente per un concerto al Neptune Theatre di Seattle il 30 dicembre insieme a Shabazz Places. Da allora i Digable Planets hanno tenuto un tour di ricongiungimento durante la primavera e l'estate del 2016. Seguito da un disco live Digable Planets Live alla fine di giugno 2017.

## Lavori in solo e collaborazioni
Butler ha pubblicato Bright Black con il soprannome di Cherrywine nel 2003, prima di passare alla collaborazione con il polistrumentista Tendai 'Baba' Maraire e formare con lui il duo Shabazz Palaces. Nel 2009 il duo ha pubblicato in proprio due EP, Shabazz Palaces e Of Light, prima di diventare il primo duo Hip-hop firmato alla Sub Pop Records. Il loro LP di debutto Black Up è stato pubblicato nel 2011, seguito da Lese Majesty nel 2014, entrambi hanno ricevuto opinioni positive dalla critica. Butler è stato anche ingaggiato dalla divisione A&R della Sub Pop e sta aiutando l'etichetta a formare il suo repertorio di artisti 'fantasiosi' e 'audaci'. Butler e Maraire hanno poi collaborato con Hussein Kalonji nel ruolo di Chimurenga Renaissance per pubblicare riZe vadZimu riZe nel marzo 2014 con la Brick Lane Records.
Irving, noto anche come Cee Knowledge va in tour con Cee Knowledge & the Cosmic Funk Orchestra e ha pubblicato due album in edizione limitata con la FarmHouse Records.
Vieira, conosciuta anche come Lady Mecca, ha pubblicato Trip The Light Fantastic nel 2005. Ha continuato a collaborare regolarmente con altri musicisti, in particolare per l'album Billie Holiday Remixed and Reimagined di Legacy/Sony (sulla canzone "Spreadin' Rhythm Around"), per l’album Eleventh Hour di Del tha Funkee Homosapien (sulla canzone "I Got You") e con il supergruppo hip-hop eMC sulla canzone "The Show". Vieira si è unita al gruppo hip hop Dino 5 come voce di Tracy Triceratops. L'artista si è poi unita al gruppo fusion hip hop brasiliano BROOKZILL! con il suo ex-collega dei Dino 5 Prince Paul.

## Discografia

### Album in studio
- 1993 – Reachin' (A New Refutation of Time and Space)
- 1994 – Blowout Comb

### Raccolte
- 2005 – Beyond the Spectrum: the Creamy Spy Chronicles

### Album in live
- 2017 –Digable Planets Live

### Singoli
- 1992 - Rebirth of Slick (Cool Like Dat)
- 1993 - Where I'm From
- 1993 - Nickel Bags
- 1994 - 9th Wonder (Blackitolism)
- 1995 - Dial 7 (Axioms of Creamy Spies)